# John McGreal
John McGreal (Birkenhead, Reino Unido, 2 de junio de 1972) es un exfutbolista y entrenador inglés. Jugó de defensa central en los equipos del Tranmere Rovers F.C., Ipswich Town y Burnley Football Club de la Football League inglesa.
Luego de su retiro comenzó su carrera de entrenador en el Colchester United, donde trabajó hasta el 2020.

## Clubes

### Como jugador
| Club            | País       | Año       |
| --------------- | ---------- | --------- |
| Tranmere Rovers | Inglaterra | 1990-1999 |
| Ipswich Town    | Inglaterra | 1999-2004 |
| Burnley         | Inglaterra | 2004-2007 |

### Como entrenador
| Club                         | País       | Año       |
| ---------------------------- | ---------- | --------- |
| Colchester United (Interino) | Inglaterra | 2015      |
| Colchester United            | Inglaterra | 2016-2020 |